# Barranc de Ricós
El barranc de Ricós és un barranc del terme municipal de Tremp que s'origina dins de l'antic terme de Fígols de Tremp i va a abocar-se en la Noguera Pallaresa al costat mateix de la depuradora de Tremp. Travessa una petita franja del terme de Talarn, i antigament havia fet de terminal entre els antics municipis de Fígols de Tremp i Tremp, en el seu enclavament de Claret, i entre aquest mateix territori i l'antic terme de Gurp de la Conca.
Es forma a 613 m. alt., a sota mateix, al sud-est, del poble d'Eroles, per la unió del barranc del Torrent (de vegades anomenat torrent del Solà) i del barranc de les Pasteroles. A partir del seu naixement, segueix una línia sinuosa de ponent a llevant, inflexionant lleugerament cap al sud, que va a buscar l'extrem meridional de la ciutat de Tremp.
Finalment, aiguavessa en la Noguera Pallaresa al costat meridional de la depuradora de Tremp, a l'est-sud-est d'aquesta ciutat, a 413 m. alt.